# 52e cérémonie des Filmfare Awards

La 52e cérémonie des Filmfare Awards s'est déroulée le 25 février 2007 à Mumbai en Inde.

## Palmarès

### Récompenses populaires
| Catégorie                                  | Lauréat |
| ------------------------------------------ | --- |
| Meilleur film                              | Rang De Basanti - réalisé par Rakeysh Omprakash Mehra - avec Aamir Khan, Soha Ali Khan, Siddharth, Kunal Kapoor, Sharman Joshi, Atul Kulkarni et Alice Patten |
| Meilleur réalisateur                       | Rakeysh Omprakash Mehra (Rang De Basanti) |
| Meilleur acteur                            | Hrithik Roshan (Dhoom 2) |
| Meilleure actrice                          | Kajol (Fanaa) |
| Meilleur acteur dans un second rôle        | Abhishek Bachchan (Kabhi Alvida Naa Kehna) |
| Meilleure actrice dans un second rôle      | Konkona Sen Sharma (Omkara) |
| Meilleure performance dans un rôle comique | Arshad Warsi (Lage Raho Munna Bhai) |
| Meilleure performance dans un rôle négatif | Saif Ali Khan (Omkara) |
| Meilleur espoir féminin                    | Kangna Ranaut (Gangster, Woh Lamhe) |
| Meilleur compositeur                       | AR Rahman (Rang De Basanti) |
| Meilleur parolier                          | Prasoon Joshi, pour la chanson « Chand Sifarish » (Fanaa) |
| Meilleur chanteur de play-back             | Shaan et Kailash Kher, pour la chanson « Chand Sifarish » (Fanaa)                                                                                             |
| Meilleure chanteuse de play-back           | Sunidhi Chauhan, pour la chanson « Beedi » (Omkara) |

### Récompenses spéciales
- Filmfare d'honneur pour l'ensemble d'une carrière : Jaya Bachchan et Javed Akhtar
- Power Award : Yash et Aditya Chopra
- Visage de l'année : Kangna Ranaut (Gangster, Woh Lamhe)
- Nouveau talent musical (récompense « RD Burman ») : Naresh Iyer

### Récompenses des critiques
| Catégorie                         | Lauréat                                                       |
| --------------------------------- | ------------------------------------------------------------- |
| Meilleur film                     | Lage Raho Munna Bhai de Rajkumar Hirani et Vidhu Vinod Chopra |
| Meilleur acteur                   | Aamir Khan (Rang De Basanti)                                  |
| Meilleure actrice                 | Kareena Kapoor (Omkara)                                       |
| Prix de la reconnaissance du jury | Deepak Dobriyal pour Omkara                                   |

### Récompenses techniques
| Catégorie                              | Lauréat                                                      |
| -------------------------------------- | ------------------------------------------------------------ |
| Meilleure histoire                     | Vidhu Vinod Chopra et Rajkumar Hirani (Lage Raho Munna Bhai) |
| Meilleur scénario                      | Jaideep Sahni (Khosla Ka Ghosla)                             |
| Meilleurs dialogue                     | Abhijit Joshi et Rajkumar Hirani (Lage Raho Munna Bhai)      |
| Meilleure direction de la photographie | Binod Pradhan (Rang De Basanti)                              |
| Meilleure direction artistique         | Sameer Chanda (Omkara)                                       |
| Meilleure chorégraphie                 | Binod Pradhan (Rang De Basanti)                              |
| Meilleur son                           | K J Singh, Subhash Sahu et Sajith Koeiri (Omkara)            |
| Meilleur costume                       | Dolly Ahluwalia (Omkara)                                     |
| Meilleurs effets spéciaux              | Marc Kolbe & Craig Munna (Krrish)                            |
| Meilleure Action                       | Tony Ching Siu Tong & Shyam Kaushal (Krrish)                 |
| Best Background Score                  | Salim-Sulaiman (Krrish)                                      |
| Meilleur montage                       | P S Bharati (Rang De Basanti)                                |

## Nominations
- Meilleur film : Dhoom 2 ~ Don : La Chasse à l'homme ~ Kabhi Alvida Naa Kehna ~ Krrish ~ Lage Raho Munna Bhai ~ Rang De Basanti
- Meilleur réalisateur : Karan Johar (Kabhi Alvida Naa Kehna) ~ Rakesh Roshan (Krrish) ~ Rakeysh Omprakash Mehra (Rang De Basanti) ~ Rajkumar Hirani (Lage Raho Munna Bhai) ~ Sanjay Gadhvi (Dhoom 2) ~ Vishal Bhardwaj (Omkara)

- Meilleur acteur : Aamir Khan (Rang De Basanti) ~ Hrithik Roshan (Dhoom 2 et Krrish) ~ Sanjay Dutt (Lage Raho Munna Bhai) ~ Shahrukh Khan (Don : La Chasse à l'homme et Kabhi Alvida Naa Kehna)

- Meilleure actrice : Aishwarya Rai (Dhoom 2) ~ Bipasha Basu (Corporate) ~ Kajol (Fanaa) ~ Kareena Kapoor (Omkara) ~ Rani Mukerji (Kabhi Alvida Naa Kehna)

- Meilleur acteur dans un second rôle : Abhishek Bachchan (Kabhi Alvida Naa Kehna) ~ Amitabh Bachchan (Kabhi Alvida Naa Kehna) ~ John Abraham (Baabul) ~ Kunal Kapoor (Rang De Basanti) ~ Siddharth (Rang De Basanti)

- Meilleure actrice dans un second rôle : Kirron Kher (Rang De Basanti) ~ Konkona Sen Sharma (Omkara) ~ Preity Zinta (Kabhi Alvida Naa Kehna) ~ Rekha (Krrish) ~ Soha Ali Khan (Rang De Basanti)

- Meilleure performance dans un rôle comique : Arshad Warsi (Lage Raho Munna Bhai) ~ Chunkey Pandey (Apna Sapna Money Money) ~ Paresh Rawal (Phir Hera Pheri) ~ Sharman Joshi (Golmaal) ~ Tusshar Kapoor (Golmaal)

- Meilleure performance dans un rôle négatif : Boman Irani (Lage Raho Munna Bhai) ~ Emraan Hashmi (Gangster) ~ John Abraham (Zinda) ~ Naseeruddin Shah (Krrish) ~ Saif Ali Khan (Omkara)

- Meilleur compositeur : A R Rahman (Rang De Basanti) ~ Himesh Reshammiya (Aksar) ~ Jatin-Lalit (Fanaa) ~ Pritam (Dhoom 2) ~ Shankar-Ehsaan-Loy (Don : La Chasse à l'homme et Kabhi Alvida Naa Kehna)

- Meilleur parolier : Gulzar (Beedi Jalaile - Omkara) ~ Javed Akhtar (Kabhi Alvida Naa Kehna et Mitwa - Kabhi Alvida Naa Kehna) ~ Prasoon Joshi (Chand Sifarish - Fanaa et Rubaroo - Rang De Basanti)

- Meilleur chanteur de play-back : Atif Aslam (Tere Bin - Bas Ek Pal) ~ Himesh Reshammiya (Jhalak Dikhlaja - Aksar) ~ Shaan & Kailash Kher (Chand Shifarish - Fanaa) ~ Sonu Nigam (Kabhi Alvida Naa Kehna - Kabhi Alvida Naa Kehna) ~ Zubin (Ya Ali - Gangster)

- Meilleure chanteuse de play-back : Alka Yagnik (Kabhi Alvida Naa Kehna - Kabhi Alvida Naa Kehna) ~ Shreya Ghoshal (Pal Pal - Lage Raho Munna Bhai) ~ Sunidhi Chauhan (Aa Aa Aashiqui Mein - 36 China Town) ~ Sunidhi Chauhan (Beedi Jalaile - Omkara et Soniye - Aksar)